# Аргус синий
Аргус синий, или ивовый бородавчатый пилильщик (лат. Arge ustulata) — вид перепончатокрылых из семейства Argidae.

## Описание
Вид длиной 7—10 миллиметров.

## Распространение
Распространён на территории Палеарктического региона.

## Экология
Взрослые питаются нектаром и пыльцой борщевика обыкновенного (Heracleum sphondylium). Личинки питаются листьями некоторых видов рода ивы (Salix), берёзы (Betula), боярышника (Crataegus) и рябины (Sorbus), например, ива козья (Salix caprea), берёза пушистая (Betula pubescens), рябина обыкновенная (Sorbus aucuparia) и боярышник однопестичный (Crataegus monogyna).